# 喜兰
喜蘭（Xi Lan，2008年8月30日出生）是一隻出生於美國亞特蘭大動物園的雌性大熊猫。它的父親和母親分別為洋洋和伦伦。它共有四个姊妹，分別為美蘭、喜寶、美輪和美奐。現今居住於美國亞特蘭大動物園。